# Edith Farkas
Edith Elisabeta Farkas (n. 13 octombrie 1921, Jula, Békés, Ungaria – d. 3 februarie 1993, Wellington, Noua Zeelandă) a fost o cercetătoare antarctică, cunoscută ca fiind prima femeie maghiară și prima reprezentantă a MetService din Noua Zeelandă care a pus piciorul în Antarctica. În plus, ea a condus cercetarea la nivel mondial a monitorizării ozonului timp de peste 30 de ani.

## Viața timpurie și educație
Edit Gyulán Farkas s-a născut pe 13 octombrie 1921 în Szentgotthárd, Ungaria. A urmat școala elementară și secundară în Szentgotthárd și Győr, Budapesta. În 1939 Farkas a intrat la universitate și a absolvit în 1944 cu diplomă de profesor de matematică și fizică a Universității Pázmány Péter din Budapesta. A emigrat în Noua Zeelandă ca refugiat în 1949, după război, unde a absolvit un master în fizică în anul 1952 la Universitatea Victoria din Wellington.

## Cariera și impactul
Farkas a fost un meteorolog, cercetător al ozonului. A început să lucreze ca meteorolog la Secțiunea de Cercetare a Serviciul Meteorologic din Noua Zeelandă în 1951 unde a continuat să facă acest lucru pentru aproximativ 35 de ani.
Farkas a monitorizat ozonul din 1950 până la pensionare în 1986, fiind lider mondial în cercetarea în domeniul monitorizării stratului de ozon pe parcursul a mai mult de trei decenii. În timpul anilor 1960 și-a mutat domeniul de interes din ce în ce mai mult la studiul ozonului atmosferic, inclusiv măsurarea ozonului total cu spectrofotometru de ozon Dobson. Ea a făcut parte dintr-un mic grup internațional de oameni de știință dedicat studiului de ozon atmosferic, interes care a fost, în mare măsură, utilizat ca un indicator pentru a ajuta studiile circulației atmosferice. Munca ei a contribuit substanțial la descoperirea "găurii din stratul de ozon", lucru care a schimbat comportamentul lumii față de poluare. Interesul ei în măsurarea ozonului atmosferic a condus în mod natural la aplicarea experienței ei în monitorizarea suprafeței de ozon ca parte a studiilor despre poluarea aerului și la măsurarea turbidității atmosferice.
Farkas a fost prima femeie maghiară și, de asemenea, prima femeie din MetService din Noua Zeelandă care a pus piciorul în Antarctica, în 1975. Cele 2 jurnale ale sale din timpul celui de-al doilea război mondial stau la baza cărții Dosarele Farkas.

## Decesul și moștenirea
Farkas a fost prima femeie care a primit Premiul Henry Hill al MetService din Noua Zeelandă în 1986, la pensionare. A primit o recunoaștere specială la simpozionul Quadrennial Ozone din Germania în 1988 pentru cei 30 de ani de contribuție la cercetarea stratului de ozon.  Edith a donat unui muzeu o serie de obiecte personale și alte obiecte care au legătură cu cariera ei, inclusiv unele probe de roci din Antarctica, fotografii, publicații și copia originală a romanului despre șederea sa pe cel mai sudic continent. A dus o lungă luptă împotriva cancerul osos și a murit la Wellington pe 3 februarie 1993.